# Gais 1923/1924
Fotbollsklubben Gais spelade säsongen 1923/1924 i svenska serien och slutade på andra plats i dess västra grupp, efter Örgryte IS. Man deltog, i likhet med samtliga andra lag i svenska serien, inte i svenska mästerskapet 1924.
Inför säsongen blev Gais av med en av sina bästa spelare, backen Douglas Krook, till Örgryte. Värvningen väckte viss uppståndelse och blev upphovet till en "gentlemen's agreement" mellan klubbarna i Göteborgsalliansen om att man inte skulle värva spelare av varandra.
Fyra gaisare var uttagna i det svenska landslag som deltog i OS i Paris 1924 och där tog brons: Fritjof Hillén, Gunnar "Bajadären" Holmberg, Thorsten Svensson och nykomlingen Konrad Hirsch.

## Svenska serien
Svenska serien var uppdelad i två geografiskt indelade sexlagsgrupper, där gruppsegrarna möttes i seriefinal. Gais spelade i västra gruppen och inledde serien svagt, med en oavgjord och två förluster. Man avslutade dock starkt, med tre raka segrar och 14–0 i målskillnad i de sista matcherna. Det räckte dock inte mot ett överlägset Örgryte IS, som dock inkasserade säsongens enda förlust mot just Gais.

### Tabell
| Nr | Lag             | S  | V | O | F | GM | IM | MS  | P  |
| -- | --------------- | -- | - | - | - | -- | -- | --- | -- |
| 1  | Örgryte IS      | 10 | 8 | 1 | 1 | 37 | 11 | +26 | 17 |
| 2  | Gais            | 10 | 5 | 2 | 3 | 26 | 17 | +9  | 12 |
| 3  | Hälsingborgs IF | 10 | 4 | 2 | 4 | 18 | 15 | +3  | 10 |
| 4  | IFK Göteborg    | 10 | 4 | 2 | 4 | 16 | 17 | −1  | 10 |
| 5  | IFK Malmö       | 10 | 4 | 0 | 6 | 6  | 25 | −19 | 8  |
| 6  | Landskrona BoIS | 10 | 0 | 3 | 7 | 8  | 26 | −18 | 3  |

### Seriematcher
| Motståndare     | Hemma | Borta |
| --------------- | ----- | ----- |
| Örgryte IS      | 3–4   | 2–1   |
| Hälsingborgs IF | 1–5   | 0–0   |
| IFK Göteborg    | 4–0   | 1–3   |
| IFK Malmö       | 4–0   | 6–0   |
| Landskrona BoIS | 3–3   | 2–1   |